# 서울 흥천사 대방광원각수다라요의경판
흥천사 대방광원각수다라요의경판(興天寺 大方廣圓覺修多羅了義經板)는 대한민국 서울특별시 성북구에 소재한 사찰 흥천사에 소장되어 있는 불경의 목판이다.
2016년 2월 18일 서울특별시의 유형문화재 제379호로 지정되었다.

## 개요
『대방광원각수다라요의경』(大方廣圓覺修多羅了義經)은 중국 당나라 때 불타다라(佛陀多羅)가 한문으로 번역한 경전으로 알려져 있는데, 『대방광원각경』,『원각수다라요의경』,『원각요의경』,『원각경』 등으로 약칭되지만 산스크리트어 원본이 없는 까닭에 중국에서 만든 위경(僞經)으로 알려져 있다. 내용은 원각묘심(圓覺妙心)을 깨닫기 위한 수행 방법을 설명하고 있다. 구성은 권상에는 문수장(文殊章), 보현장(普賢章), 혜안장(普眼章) 등 3장, 권중에는 금강장장(金剛藏章)‚ 미륵장(彌勒章)‚ 청정혜장(淸淨慧章)‚ 위덕자재장(威德自在章)‚ 변음장(辨音章) 등 5장, 권하에는 정업장(淨業章)‚ 보각장(普覺章)‚ 원각장(圓覺章), 현선수장(賢善首章) 등 4장이 편성되어 있다.
흥천사 소장의 『대방광원각수다라요의경』 경판은 전 3권 60판(2판 결판)으로 함허당(涵虛堂) 득통기화(得通己和, 1376∼1433)의 주석본이다. 득통기화는 무학대사 자초(1327∼1405)의 법통을 이은 선승으로 조선의 유불도의 삼교일치 사상이 그로부터 시작되었다는 평가를 받고 있다. 경판에는 "光緖八年壬午八月 日甘露社識"이라는 명문이 있어서 왕실과 신도들의 지원으로 고종 19년(1882) 8월에 감로사(甘露社)에서 간행한 목판이다. 감로사에서 간행한 이 경의 인본은 규장각 한국학연구원 등에 소장되어 있으나, 현전본은 드문 편이다. 이에 비해 이듬해인 고종 20년(1883)에 천마산(天磨山) 봉인사(奉印寺)에서 간행된 인본은 많이 전한다. 봉인사 간본은 감로사 간행의 목판에다 앞에는 변상도(위태천 도상)와 위패, 뒤에는 간행사실 등 2장을 따로 덧붙여 광서 계미년(1883년) 3월에 하정일(河靖一)이 비용을 대어 100부를 간행하였다고 되어 있다. 흥천사 소장 『대방광원각수다라요의경』 경판은 1882년 8월에 간행된 것으로 2장의 결판이 있는 점이 아쉬우나, 우리나라 고승인 함허 기화가 주석한 간본 중에서 현전하는 경판으로는 유일한 것이다.
경판은 전 62판 중에서 권상 23판, 권중 23판, 권하 14판 등 모두 60판이 전하며, 권상 제3-4장의 1판과 권중 제1-2장의 1판 등 2판이 결판이다. 그리고 권상의 마지막 장인 제45판과 권중의 마지막 장인 제49판이 단면 판각인 것을 제외하고는 양면에 판각되어 있다. 다만 권상의 제37장과 제38장의 후면에는 각각 제첨, 간행사실과 시주자 등이 수록되어 있다. 목판의 전체 길이는 세로 21.3cm, 가로 47.9cm(반곽은 21.3×14.1cm)이며, 두께는 2cm 내외이다. 마구리 좌우 측면의 윗부분에는 원경(圓經)이라는 축약 경명과 권수, 아래에는 장수를 음각으로 표시해 놓았다. 그 중에서 권하 제25-26장은 한쪽에만 표시되어 있고, 권상 제7-8장의 마구리에는 한 쪽은 장수가 올바로 표시되어 있으나 다른 쪽에는 결판된 제3-4장의 마구리가 끼워져 있다.

## 참고 자료
- 서울 흥천사 대방광원각수다라요의경판 - 국가유산청 국가유산포털